# Veka (norra)
Veka (norra är ett två närliggande naturreservat i Breareds socken i Halmstads kommun i Halland. De ligger invid sjön Simlångens nordöstra strand, och den södra delen benämns Veka (södra).
Detta område är på 44 hektar och den södra delen 19 hektar. Området är beläget strax öster om Mahult med utsikt över Fylleåns dalgång. Terrängen är kuperad och de lövträdsrika sluttningarna är bitvis branta. I sluttningen ner mot Veka by växer äldre bokskog. I området brukar finnas nötskrika, nötkråka och stjärtmes.
Vid Vekaån i norr låg tidigare flera kvarnar som tillhörde Veka by. I skogen invid ån syns än idag spår från ett sinnrikt kanalsystem. Vid ån kan man se forsärla.